# The Fire Eater
The Fire Eater er en amerikansk stumfilm fra 1921 af B. Reeves Eason.

## Medvirkende
- Hoot Gibson som Bob Corey
- Louise Lorraine som Martha McCarthy
- Walter Perry som Jim O'Neil
- Thomas G. Lingham som Jacob Lemar
- Fred Lancaster som Wolf Roselli
- Carmen Phillips som Marie Roselli
- George Berrell som Day McCarthy